# Ratusz w Zatorze
Ratusz w Zatorze – budynek znajdujący się w województwie małopolskim, w powiecie oświęcimskim, w Zatorze, przy zachodniej pierzei rynku.

## Historia
Zatorski ratusz jest budowlą neogotycką wybudowaną w 1903 roku według projektu architekta Jana Sas-Zubrzyckiego.

Obiekt został odrestaurowany w latach 2008–2010 pod kierunkiem profesora Ireneusza Płuskiego z Akademii Sztuk Pięknych w Krakowie. W ratuszu ma swoją siedzibę Urząd i Rada Miasta, Urząd Stanu Cywilnego i biblioteka publiczna.

## Opis Architektoniczny
Budowla jest jednopiętrowa, wybudowana z cegły, z symetryczną ośmioosiową elewacją. Dach ratusza jest dwuspadowy. W części centralnej znajduje się schodkowy szczyt ze sterczynami, gdzie umieszczony jest herb miasta, wieńczy go metalowa wieżyczka z orłem.

Profilowany gzyms oddziela obie kondygnacje, a pod gzymsem wieńczącym znajduje się arkadowy, ceglany fryz.
Na parterze występuje gładki tynk, na piętrze jest boniowany.

Okna umieszczone są we wnękach i posiadają stylowe łuki nadokienne. Okna parteru i drzwi wejściowe mają obramienia z tynku. 
Dwie osie środkowe ujęte są pilastrami schodzącymi poniżej gzymsu międzykondygnacyjnego. Okna w części parterowej mają zwieńczenie kotarowe, na piętrze w „ośli grzbiet”.
Po remoncie w 2010 roku boczną ścianę szczytową ozdobiono płaskorzeźbą „Panorama Gminy Zator – Stolica Doliny Karpia”. To dzieło sztuki zrealizowane zostało przez artystów z Akademii Sztuk Pięknych w Krakowie pod kierunkiem prof. Mieszka Tylki. Jest to kompozycja monochromatyczna wykonana z ok. 400 płyt ze sztucznego kamienia stylizowanego na piaskowiec, prezentująca Gminę Zator z lotu ptaka.